# Фабіо Маджі
Фабіо Маджі (ісп. Fabio Maggi; нар. 30 січня 1975) — колишній іспанський тенісист.
Найвищу одиночну позицію світового рейтингу — 202 місце досяг 22 квітня 1996, парну — 169 місце — 8 вересня 1997 року.

## Титули на челленджерах

### Одиночний розряд: (1)
| Ранг | Рік  | Турнір                | Покриття | Суперник      | Рахунок       |
| ---- | ---- | --------------------- | -------- | ------------- | ------------- |
| 1.   | 1997 | Альпірсбах, Німеччина | Ґрунт    | Штефан Коубек | 6–4, 5–7, 6–4 |